# Нова демократска странка (Република Косово)
Нова демократска странка (бошњ. Nova demokratska stranka; скраћено НДС) је политичка странка бошњачке мањине у Републици Косово. Странку је основала Емилија Реџепи.

## Резултати на изборима
| Година | # гласова | % од важећих | Укупно освојених мандата | Мандати за Бошњаке | +/–        |
| ------ | --------- | ------------ | ------------------------ | ------------------ | ---------- |
| 2010.  | 2.478     | 0,35         | 1 / 120                  | 1 / 3              | 1          |
| 2014.  | 2.837     | 0,39         | 1 / 120                  | 1 / 3              | Стагнација |
| 2017.  | 3.561     | 0,49         | 1 / 120                  | 1 / 3              | Стагнација |
| 2019.  | 3.935     | 0,47         | 1 / 120                  | 1 / 3              | Стагнација |
| 2021.  | 2.885     | 0,33         | 1 / 120                  | 1 / 3              | Стагнација |